# Chand Kaur

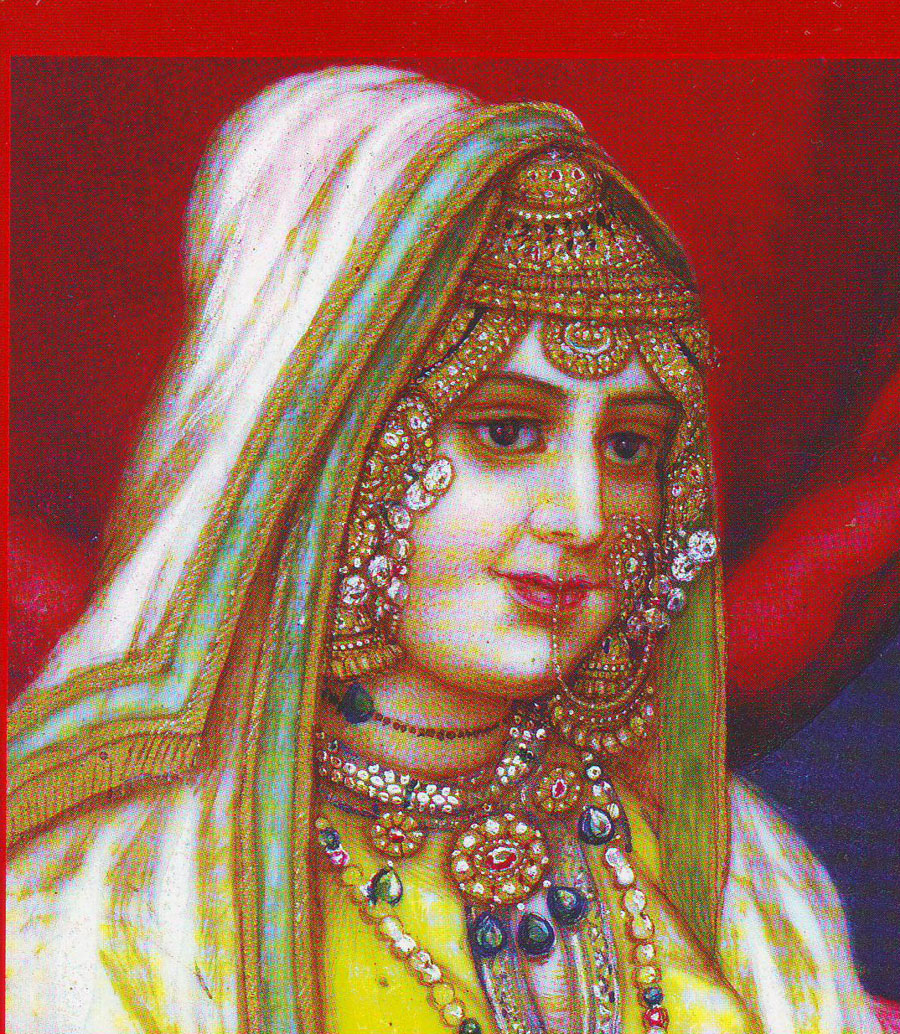
Chand Kaur

Chand Kaur, född 1802, död 1842, var regerande kejsarinna av det Sikhiska riket från 1840 till 1841. Hon var det sikhiska rikets enda kvinnliga monark. Hon var gift med Kharak Singh, efterträdde sin son Nau Nihal Singh och avsattes av sin svåger Sher Singh.

## Biografi
Chand Kaur var dotter till Sardar Jaimal Singh, sikhledare av Kanhaiya Misl, en av de stater som utgjorde det Sikhiska riket. Hon gifte sig 1812, vid tio års ålder, med prins Kharak Singh, äldste son till furst Ranjit Singh av det Sikhiska riket. Hon blev mor till prins Nau Nihal Singh (född 1821). Hennes son gifte sig 1837 med Sahib Kaur.
Efter hennes svärfars död i junu 1839 utvaldes hennes make till hans efterträdare och besteg tronen, med Raja Dhian Singh Dogra som sin visir. I oktober samma år avsattes hennes make Kharak Singh i en kupp och efterträddes av hennes son Nau Nihal Singh, som fängslade sin far i Lahore fort och lät visiren förgifta honom långsamt; han avled slutligen i november 1840.
På väg från sin fars kremering 5 november 1840 attackerades monarken av stenkastning och fördes då omedelbart bort av visiren till en avskild del av palatset för att skyddas; Chand Kaur försökte förgäves få tillträde till honom, men när hon slutligen släpptes in var han död, trots att han bara blivit lätt skadad av stenkastningen.

### Regeringstid
Visiren gav sedan sitt stöd till Chand Kaurs svåger Sher Singhs anspråk på tronen. Chand Kaur motsatte sig hans trontillträde tills en kompromiss föreslogs vari hon skulle adoptera Sher Singhs son Pratap Singh. Hon påpekade dock att man först i alla händelser måste vänta och se om hennes döde sons änka var gravid innan saken avgjordes (svärdottern visade sig mycket riktigt vara gravid). Hon fick igenom detta krav när Sher Singhs motståndare Sardar Atar Singh Sandhanvalia och Sardar Ajit Singh Sandhanvalia anlände till Lahore och gav henne sitt stöd. Med deras stöd i ryggen iscensatte hon sedan en kupp vari hon själv besteg tronen; 2 december 1840 utropades Chand Kaur till regerande Maharani (furstinna) av Punjab med titeln Malika Muqaddasa ('Obefläckad Kejsarinna'). Hon var det sikhiska rikets första kvinnliga monark. Hennes regeringstid skulle dock bara vara i lite över en månad.
Den 13 januari 1841 gjorde Sher Singh sitt intåg i Lahore. Stadens trupper övergick till honom, och Chand Kaur belägrades i Lahore fort med endast 5000 krigare och otillräckliga förråd. Efter två dagars strider utropades vapenvila 17 januari, och sedan Chand Kaur gått med på att avstå från tronen i utbyte mot en pension kunde Sher Singh 27 januari bestiga tronen och utropas till Maharaja.

### Senare liv
Chand Kaur drog sig sedan tillbaka med sin pension på 900 000 rupees; när hennes svärdotter i juli 1841 nedkom med en dödfödd son utsläcktes alla legitima anspråk för Chand Kaur att kunna kräva rätten till tronen för sin sonsons räkning. Hennes makes och sons förre visir Dhian Singh, som hade ersatt hennes förra tjänare med personer lojala mot honom själv, lät 11 juni 1842 betala dem för att slå ihjäl henne.